# Agrilus otiosus
Agrilus otiosus es una especie de insecto del género Agrilus, familia Buprestidae, orden Coleoptera. Fue descrita científicamente por Thomas Say en 1833.